# Boletín Oficial de la Junta de Gobierno
El Boletín Oficial de la Junta de Gobierno fue el diario oficial de la Junta de Gobierno chilena, formada por los opositores al presidente José Manuel Balmaceda. En él se publicaron los documentos oficiales de la Junta de Gobierno y de sus Ministerios de Estado. 

## Historia
Su primer número corresponde al 28 de mayo de 1891 y fue impreso en la imprenta de «La Patria» en Iquique, siendo publicado de manera eventual y sin regularidad. A partir del 5 de septiembre de 1891 se comenzó a imprimir en la Imprenta Nacional de Santiago y empezó a ser publicado de manera diaria. Su última edición fue la número 72, del 10 de noviembre de 1891. Su redactor fue Jorge Huneeus Gana, mientras que su primer director fue Juan Espejo Varas, quien había sido designado en dicho cargo el 13 de mayo y renunció el 8 de junio.
El Diario Oficial de la República de Chile se siguió publicando, pero incluía las medidas del presidente Balmaceda y sus ministros de Estado; dicha publicación fue suspendida entre el 1 de septiembre y el 10 de noviembre, reapareciendo al día siguiente luego del cierre del Boletín Oficial de la Junta de Gobierno tras el triunfo de las fuerzas congresistas en la guerra civil.